# Otto Weinreich (pianista)
Otto Weinreich   (Kassel, 29 de gener de 1882 - 1947) va ser un pianista alemany.

## Biografia
Otto Weinreich, de religió protestant, va néixer el 1882 com a fill de Carl Weinreich i la seva dona Josephine Wolff. Va estudiar a l'escola secundària a Kassel i va rebre classes de piano d'Hugo Schreiner. Del 1900 al 1904 va estudiar música al Conservatori de Leipzig. Robert Teichmüller en piano, Paul Quasdorf i Stephan Krehl en teoria, Carl Reinecke i Heinrich Zöllner en composició es trobaven entre els seus professors. També va estudiar amb Hugo Riemann i Hermann Kretzschmar a la Universitat de Leipzig.
Del 1904 al 1906 va treballar com a professor de piano i va fer gires de concerts. Del 1906 al 1909 va ser director dels cantants acadèmics Fridericiana a Halle an der Saale. Des del 1908 va formar el Leipzig Trio juntament amb Edgar Wollgandt (violí) i Julius Klengel i des del 1926 amb Hans Münch-Holland (violoncel). Del 1908 al 1914 va ensenyar a l'Acadèmia de Música de Dresden. També va treballar al Conservatori de Leipzig des de 1911, on va ser professor el 1926. Entre els seus estudiants s'inclouen Ferhunde Erkin, Dieter Zechlin, Herman Berlinski i Amadeus Webersinke.
Era un membre de l'Associació Reich d'Artistes de So Alemanys i Professors de Música, de l'Associació General de Música Alemanya i de la "International Society for New Music".